# Permiakovia quinquefasciata
Permiakovia quinquefasciata (перм'яковія п'ятисмуга) — викопний вид палеозойських крилатих комах з вимерлого ряду Палеодиктиоптери (Palaeodictyoptera). Для виду характерне яскраве забарвлення і дещо S-подібно вигнуті крила. Описана з нижньопермских відкладень річки Чекарда на Середньому Уралі в Росії. Довжина крила досягала 34 мм. Скам'янілі рештки датуються віком 279–272 млн років.